# Caradrina roxana
Caradrina roxana là một loài bướm đêm trong họ Noctuidae.